# Hunehals
Hunehals är en borgruin i Halland på Kungsbackafjordens östra sida i Hanhals socken.
Borgen anlades av greve Jakob av Halland troligen omkring 1290 under hans och de för mordet på Erik Klipping fredlösa danska stormännens fejder med Erik Menved. År 1312 har Hertig Erik av Sverige troligen erhållit Hunehals i förläning av kung Håkon och efter hans död 1318 av hans änka Ingeborg. Efter Ingeborgs  förbindelse med hertig Knud Porse uppstod oroligheter. En svensk här under riksföreståndaren Mats Kettilmundssons befäl tågade 1327 mot Hunehals för "att nämligen jämnas med jorden".
Hunehals sista belägring inträffade 1328 då Gustaf Tunasson till Fagranäs var slottsherre. Efter ett tappert motstånd tvingades han ge sig för dansken. Svenska rådet beslöt sedan på en herredag i Södertälje att fästningen återigen skulle försättas i försvarsdugligt skick, vilket dock aldrig kom att ske.
År 1366 omnämns Kungsbacka slott i brev vari ärkebiskop Niels i Lund erkänner sig ha bevittnat att Peter Eskilsson till kung Valdemar på detta slott har skött två gårdar i ”øyø”. Senare 1382 omnämns Kungsbacka slott då Abraham Brodersson gav sin hustru fru Margareta Petersdotter 211 mark silver i morgongåva, för vilka drottning Margareta lämnat honom en del i Kungsbacka slott i pant. Det har antagits att borgen Hunehals och Kungsbacka slott varit uppförda på samma plats.